# Dave Minneboo
Dave Minneboo (Amsterdam, 12 januari 1973) is een Nederlandse radiobestuurder. Sinds augustus 2022 is Minneboo Creative Director bij Talpa Radio van Talpa Network. In deze functie is hij verantwoordelijk voor Radio 10, Radio 538, Sky Radio en tot medio 2023 Radio Veronica.

## Loopbaan
Minneboo begon zijn carrière in 1996 bij City FM. Vanaf 2000 was hij 13 jaar lang de muzieksamensteller van Radio 538. Daarna was hij tot 2016 de programmadirecteur van Radio 538 en SLAM FM. Daarna was hij nog eens 2 jaar lang directeur Talpa Radio.
In de zomer van 2018 ging Minneboo aan de slag als programmadirecteur van Qmusic. Hij haalde Domien Verschuuren en de Nederlandse Top 40 naar Qmusic en haalde Marieke Elsinga terug voor de ochtendshow Mattie & Marieke. Daarnaast introduceerde hij de danceprogrammering op zaterdagavond. Onder zijn leiding wist Qmusic voor het eerst marktleider te worden in Nederland. Daarnaast werd de zender tijdens zijn termijn tweemaal bekroond met een Marconi Award voor beste radiozender en won het programma Mattie & Marieke als eerste Nederlandse Q-radioprogramma ooit de Gouden RadioRing. In 2019 startte DPG Media Nederland een tweede zender, JOE, die in de beginjaren ook geleid werd door Minneboo en uiteindelijk een FM-pakket moest verwerven.
Na vier jaar verliet Minneboo Qmusic om terug te keren bij Talpa Network als Creative Director Talpa Radio. Hij werd in deze functie verantwoordelijk voor de programmering en invulling van de, destijds, vier zenders van Talpa Radio; Radio 10, Radio 538, Radio Veronica en Sky Radio. In 2023 werden de FM-pakketten opnieuw geveild met een ingesteld maximum aantal van drie FM-pakketten per mediabedrijf. Hierdoor was Talpa Network genoodzaakt een zender te verkopen. Radio Veronica werd verkocht aan Mediahuis. 
In mei 2024 maakte Radio 10 bekend dat ze het goed beluisterde middagprogramma Somertijd per juli 2024 gingen verhuizen naar het weekend en dat de doordeweekse middagshow werd overgenomen door Gijs Staverman. Hierop spande Van Someren een kort geding aan tegen Talpa Network wat leidde tot veel media-aandacht. De rechter wees tussenvonnis en oordeelde dat Talpa onzorgvuldig had gehandeld. De rechter zou in eindvonnis Van Someren in het gelijk stellen. Het tussenvonnis zou binnen een week definitief worden, tenzij Talpa met Van Someren tot een vergelijk zou komen. Van Someren voerde daarop een gesprek met en op uitnodiging van Minneboo. Op 27 juni 2024 werd bekend dat beide partijen een akkoord hadden bereikt en dat Van Someren toch naar het weekend ging verhuizen. Een maand later werd echter bekend dat de radiomaker ging stoppen bij Radio 10 en de overstap ging maken naar 100% NL.
Onder leiding van Minneboo werd een nieuwe koers ingezet bij Radio 538 met ervaren diskjockeys in de programmering. Dit zorgde voor een volwassener geluid, met bijvoorbeeld De 538 Ochtendshow met Tim, Rick, Niels & Florentien, die aansloeg bij de luisteraars. Dit leverde 538 de Marconi Award - Beste Zender 2024 op.